# Inspekcja Ochrony Środowiska
Inspekcja Ochrony Środowiska – dwuinstancyjna instytucja, nadzorowana przez ministra właściwego ds. klimatu, składająca się z Głównego Inspektoratu Ochrony Środowiska i 16 wojewódzkich inspektoratów. Działalnością Inspekcji kieruje („określa ogólne kierunki działania Inspekcji”) powoływany przez premiera Główny Inspektor Ochrony Środowiska.

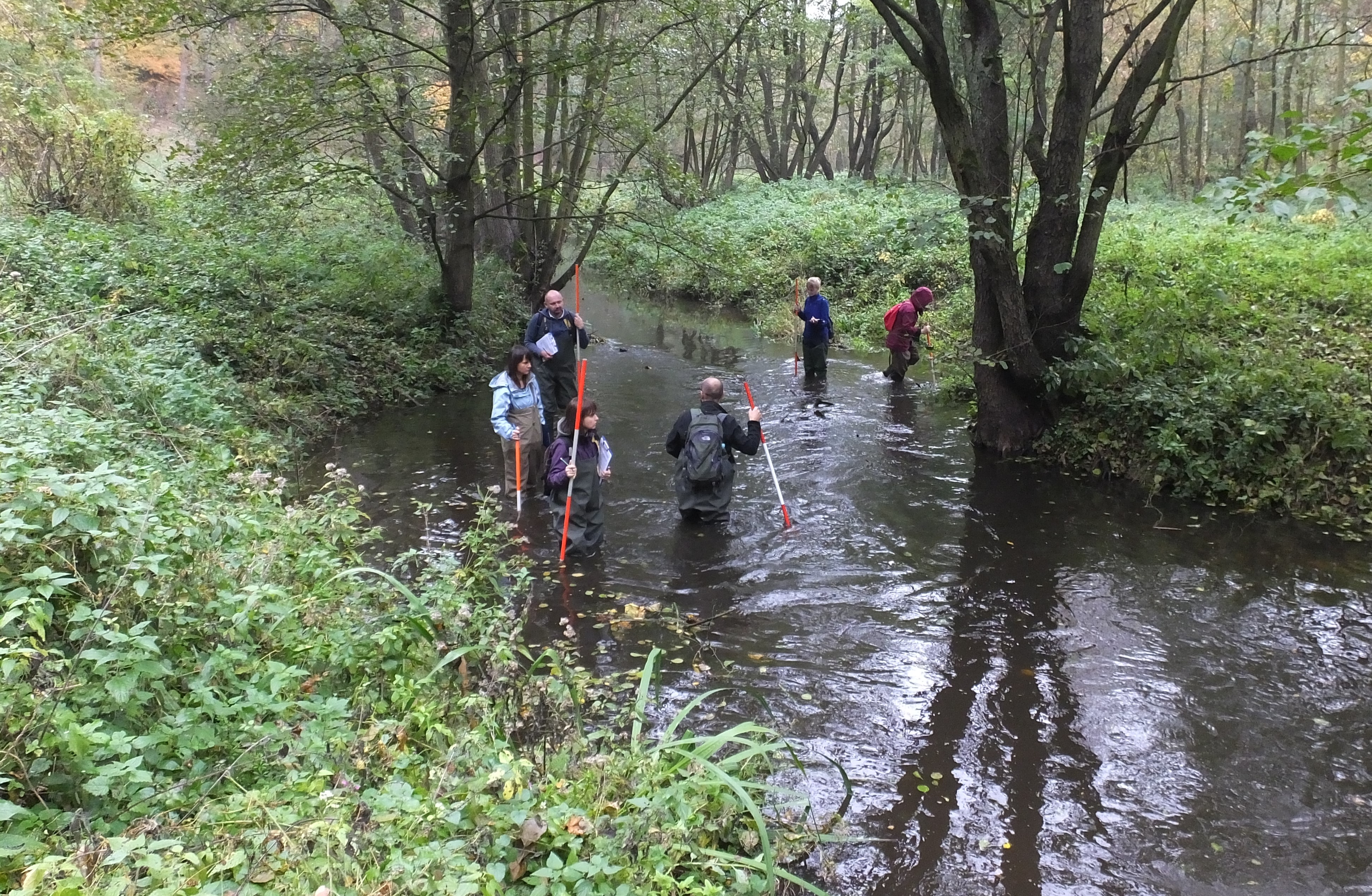
Pracownicy IOŚ w trakcie szkolenia z wykonywania monitoringu hydromorfologicznych elementów jakości wód

## Misja Inspekcji Ochrony Środowiska[1]

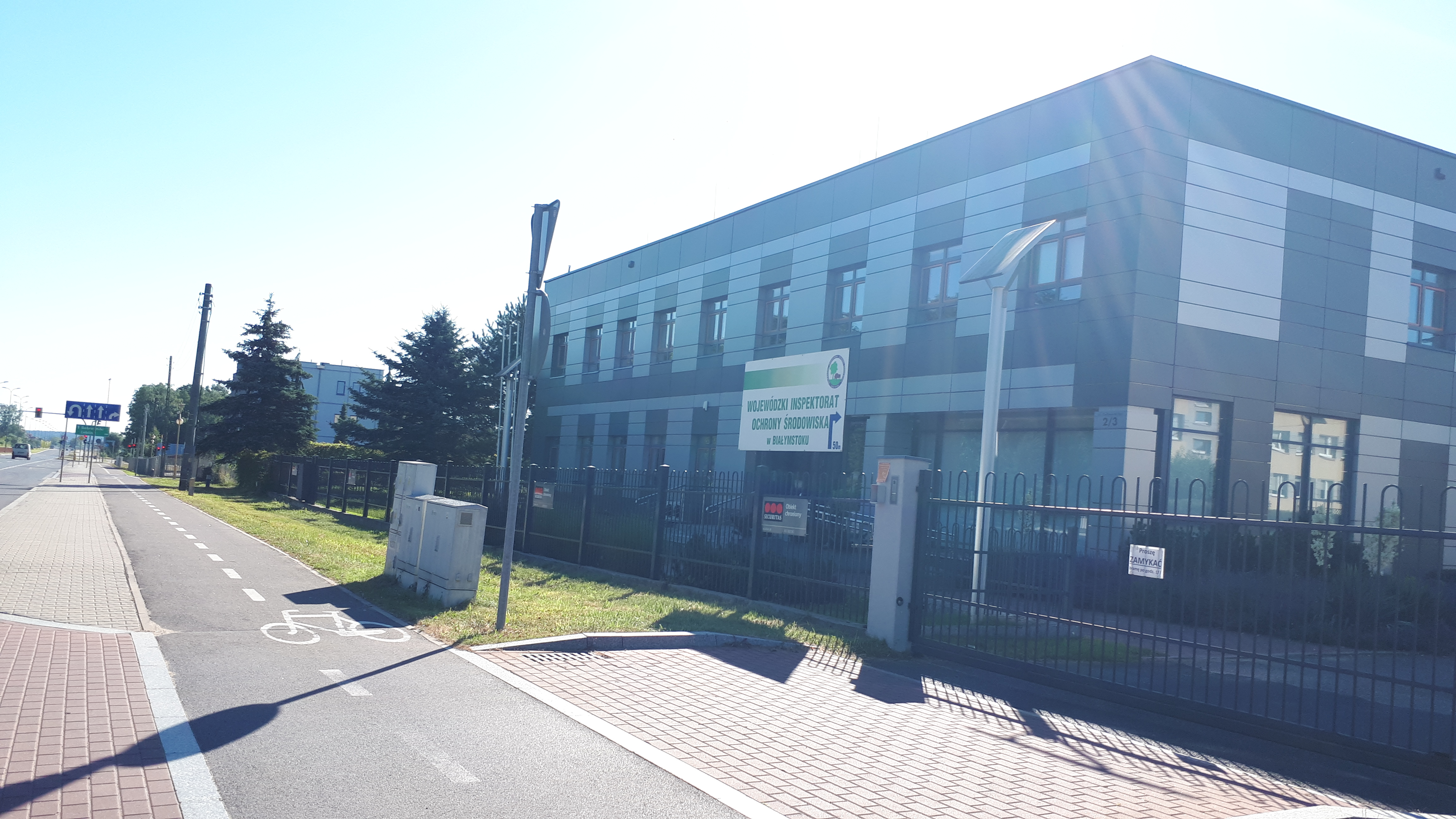
Wojewódzki Inspektorat Ochrony Środowiska w Białymstoku

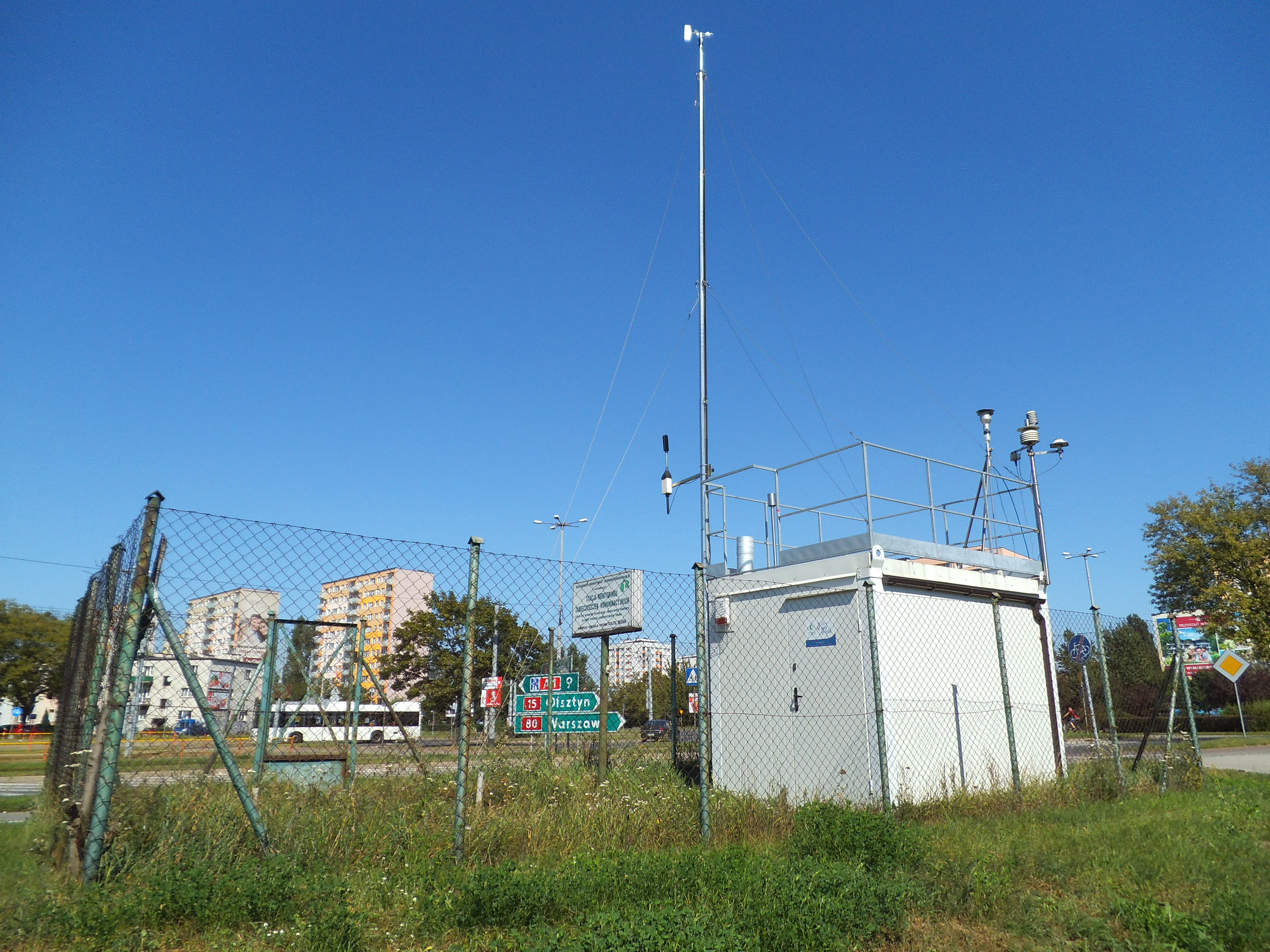
Stacja Monitoringu Zanieczyszczeń Komunikacyjnych Inspektoratu Ochrony Środowiska w Toruniu

Misją IOŚ jest: kontrola podmiotów gospodarczych, tak by korzystanie ze środowiska odbywało się z poszanowaniem ogólnie przyjętych zasad i norm w tym zakresie; monitorowanie i ocena stanu środowiska oraz dostarczanie władzy publicznej i społeczeństwu informacji o środowisku.
Co roku inspektorzy IOŚ wykonują ponad 30 tys. kontroli. W 2014 r. przeprowadzili 35 582 kontrole zakładów.
Główne działania Inspekcji to:
- kontrola przestrzegania przepisów – egzekwowanie obowiązków w zakresie ochrony środowiska spoczywających na podmiotach prowadzących działalność gospodarczą, w tym m.in. poprzez kontrole w zakresie gospodarki wodnościekowej w celu ochrony zasobów wód; kontrole emisji zanieczyszczeń do powietrza; kontrole składowisk odpadów,
- kontrola transgranicznego przemieszczania odpadów poprzez, m.in. udzielanie zezwoleń na przywóz, wywóz i tranzyt odpadów; kontrolę prawidłowości funkcjonowania instalacji przetwarzania odpadów, do których przemieszczane są odpady z zagranicy,
- przeciwdziałanie poważnym awariom poprzez nadzór (coroczne kontrole) zakładów mogących być sprawcą poważnej awarii i prowadzenie ich rejestru; dokonywanie każdorazowo oceny zdarzeń o znamionach poważnej awarii i nadzór nad usuwaniem ich skutków,
- kontrola rynku, m.in. poprzez przeciwdziałanie wprowadzaniu do obrotu lub oddawaniu do użytku wyrobów niespełniających zasadniczych wymagań określonych w dyrektywach nowego podejścia; zapewnienie bezpiecznego dla środowiska i zdrowia ludzi funkcjonowania systemu zbierania i demontażu pojazdów wycofanych z eksploatacji oraz odzysku, w tym recyklingu odpadów powstających z wycofanych pojazdów; zapewnienie bezpiecznego dla środowiska gospodarowania zużytym sprzętem elektrycznym i elektronicznym,
- koordynowanie i prowadzenie monitoringu środowiska zgodnie z programami Państwowego Monitoringu Środowiska – prowadzenie badań i gromadzenie danych o jakości środowiska w zakresie stanu: zanieczyszczenia środowiska, powietrza, wód, gleb, przyrody, hałasu, promieniowania jonizującego, pól elektromagnetycznych.

## Kompetencje Inspekcji Ochrony Środowiska[3]
Kompetencje Inspekcji Ochrony Środowiska na poziomie ustawowym zostały określone m.in. w następujących aktach prawnych:
- ustawie z dnia 20 lipca 1991 r. o Inspekcji Ochrony Środowiska
- ustawie z dnia 27 kwietnia 2001 r. – Prawo ochrony środowiska
- ustawie z dnia 20 lipca 2017 r. – Prawo wodne
- ustawie z dnia 3 października 2008 r. o udostępnianie informacji o środowisku i jego ochronie, udziale społeczeństwa w ochronie środowiska oraz o ocenach oddziaływania na środowisko
- ustawie z dnia 13 kwietnia 2007 r. o zapobieganiu szkodom w środowisku i ich naprawie
- ustawie z dnia 14 grudnia 2012 r. o odpadach
- ustawie z dnia 29 czerwca 2007 r. o międzynarodowym przemieszczaniu odpadów
- ustawie z dnia 20 stycznia 2005 r. o recyklingu pojazdów wycofanych z eksploatacji
- ustawie z dnia 11 września 2015 r. o zużytym sprzęcie elektrycznym i elektronicznym
- ustawie z dnia 24 kwietnia 2009 r. o bateriach i akumulatorach
- ustawie z dnia 10 lipca 2008 r. o odpadach wydobywczych
- ustawie z dnia 15 maja 2015 r. o substancjach zubożających warstwę ozonową oraz o niektórych fluorowanych gazach cieplarnianych.

## Historia[4]
Początki działania Inspekcji Ochrony Środowiska sięgają 1980 roku. Na mocy nowej ustawy o ochronie i kształtowaniu środowiska została powołana jednoinstancyjna inspekcja, która podlegała ministrowi ochrony środowiska, zasobów naturalnych i leśnictwa pod nazwą Państwowa Inspekcja Ochrony Środowiska (PIOŚ).
W pierwszych latach transformacji ustrojowej Polski weszła w życie ustawa o Państwowej Inspekcji Ochrony Środowiska, na mocy której nastąpiło połączenie kadr, mienia i zaplecza technicznego jednostek organizacyjnych PIOŚ i Ośrodków Badań i Kontroli Środowiska. Powstała jednolita, dwuinstancyjna instytucja podległa ministrowi właściwemu ds. środowiska.
Od tego momentu realizacja ustawowych zadań Inspekcji należała do Głównego Inspektora Ochrony Środowiska i 49 wojewódzkich inspektorów ochrony środowiska.
W ten sposób wdrożono jednolity system kontroli przestrzegania prawa ochrony środowiska oraz badania stanu środowiska w skali całego kraju.
W lipcu 1998 roku Sejm RP, w ramach reformy ustrojowej państwa, znowelizował ustawę o Państwowej Inspekcji Ochrony Środowiska. Jednocześnie wojewódzkie inspektoraty ochrony środowiska weszły w skład wojewódzkiej administracji zespolonej. W 34 miastach powstały delegatury wojewódzkich inspektoratów ochrony środowiska podporządkowane 16 nowym wojewódzkim inspektorom. Wyodrębniono ponadto 32 laboratoria. Ta struktura funkcjonuje do dziś. Od 1 stycznia 2019 r. zadania związane z państwowym monitoringiem środowiska nie są wykonywane przez wojewódzkich inspektorów ochrony środowiska. Funkcjonuje także jedno centralne laboratorium.